# سدمیرشکاری
سدمیرشکاری، روستایی از توابع بخش مرکزی شهرستان لارستان در استان فارس ایران است.

## جمعیت
این روستا در دهستان حومه قرار دارد و براساس سرشماری مرکز آمار ایران در سال ۱۳۹۰، جمعیت آن کمتر از سه خانوار بوده‌است.